# ALK Airlines
ALK Airlines é uma companhia aérea charter búlgara com sede em Sófia.

## Destinos
A companhia aérea opera voos charter para destinos turísticos populares no Egito, Espanha, Itália e outros lugares.

## Frota
A frota da ALK Airlines consiste nas seguintes aeronaves (Março de 2021):
| Aeronaves               | Em Serviço | Ordens | Notas |
| ----------------------- | ---------- | ------ | ----- |
| Boeing 737-300          | 2          | –      |       |
| McDonnell Douglas MD-82 | 2          | –      |       |
| Total                   | 4          | 0      |       |